# Stelis barbuda
Stelis barbuda är en orkidéart som beskrevs av O.Duque. Stelis barbuda ingår i släktet Stelis och familjen orkidéer. Inga underarter finns listade i Catalogue of Life.